# 라코치가
라코치(헝가리어: Rákóczi)는 13세기부터 18세기의 헝가리 왕국의 귀족 가문이었다. 가문명은 라코치(Rákóc, 현재 슬로바키아의 라코베츠나트온다부)에서 이름을 따왔다.
시몬 케자이의 연대기에 따르면, 이 가문은 보헤미아 뿌리를 가진 보가트라드바니 가문에서 유래했다. 이 가문의 부와 권력의 토대는 지그문트 라코치에 의해 마련되었다. 17세기 수십 년 동안 라코치 가문은 헝가리에서 가장 부유한 귀족이 되었다. 이 가문에서 가장 유명한 인물은 1711년 합스부르크 왕가의 통치에 맞서 헝가리 민족주의 반란을 이끌었지만 실패한 라코치 페렌츠 2세다.

## 주요 사건

### 독립 전쟁
1678년, 퇴쾨이 임레가 이끄는 반합스부르크 혁명가들이 프랑스의 루이 14세와 오스만 제국의 지원을 받아 합스부르크 왕가에 대항하여 봉기를 일으켰다. 1683년 빈 전투의 실패 이후, 퇴쾨이 임레는 지지를 잃고 1685년에 패배했다.
1700년경, 루이 14세는 오스트리아의 세력을 약화시키기 위해 다시 한번 라코치 페렌츠 2세에게 손을 내밀었다. 라코치 페렌츠 2세는 이 서신 교환으로 체포되었지만 결국 폴란드로 탈출했다. 스페인 왕위 계승 전쟁으로 오스트리아군 대부분이 헝가리를 떠나 반란을 일으킬 기회가 생겼다. 합스부르크에 반대하는 쿠루츠가 라코치를 필두로 봉기를 일으켰다. 그러나 이 혁명을 지지하는 귀족은 거의 없었다. 게다가 오스트리아가 프랑스와 바이에른에 대한 군사적 승리로 혁명에 대한 지원이 약화되었다. 1706년, 라코치는 후퇴할 수밖에 없었다. 평화 협상은 대체로 실패로 끝났고, 트렌센 전투에서 헝가리가 패배하면서 오스트리아의 승리가 더욱 확고해졌다.